# Marta Canosa Ferrer
Marta Canosa Ferrer (Barcelona, 1941) es una exjugadora de balonmano española, campeona de 5 ligas y MVP de la temporada 1967/68.

## Trayectoria
Formada en la Escuela de Ingenieros de la Universidad de Barcelona, debutó en la División de Honor (por aquel entonces denominada Primera División) con el Picadero Jockey Club en la época de mayor relevancia del equipo catalán en la Liga.
Con su club obtuvo cinco títulos de Liga y fue elegida mejor jugadora del torneo la temporada 1967-68. 
Fue internacional con la selección española en cuatro ocasiones y formó parte del equipo que disputó el primer partido internacional en noviembre de 1967, en el recién inaugurado pabellón de las Casillas de Bilbao, donde anotó cinco golescon otras pioneras como Izaskun Calleja, María Luisa García Pena, Pilar Soler Gras, Pilar Artime Trapote o Maribel Vilaroig Aparici.
Meses antes había participado en un torneo organizado por la FICEP (Federación Internacional Católica de Educación Física) con casi las mismas compañeras de su primera convocatoria nacional.

## Palmarés

### De clubes
- 5 Ligas: 1963-64, 1964-65, 1965-66, 1966-67, 1969-70

### Galardones individuales
- 1 Mejor jugadora de la Liga española de balonmano: 1967-68
- Medalla de plata al mérito deportivo de la Federación Española de Balonmano.[4]